# Katja Paskalewa
Katja Paskalewa, née le 18 septembre 1945, morte le 23 juillet 2002, est une actrice de théâtre et du cinéma bulgare.
Elle joue dans 46 films et est plus particulièrement connue pour le rôle de Maria, dans La Corne de chèvre (1972), en bulgare : Козият рог,.

## Biographie
Katja Paskalewa naît à Pétritch en Bulgarie. En 1967, elle est diplômée de l'académie nationale des arts du théâtre et du film Krastyo Sarafov (en), formée par Metodi Andonov (en). Elle commence sa carrière au théâtre de Pazardjik puis rejoint la troupe du théâtre municipal de Sofia.
Elle meurt d'un cancer, en 2002 à Sofia.

## Filmographie
La filmographie de Katja Paskalewa, comprend les films suivants : 
- 1996 : Vsichko ot nula
- 1995 : Tarkalyashti se kamani
- 1994 : Zabraneniat plod
- 1994 : Golgota
- 1992 : Aritmiya
- 1991 : Malchanieto
- 1990 : Zhivey opasno
- 1990 : Defitzit
- 1989 : Moi, la comtesse
- 1989 : Brachni shegi
- 1989 : Test '88
- 1989 : Spirka za nepoznaty
- 1988 : Ponedelnik sutrin
- 1988 : Chicho Krastnik
- 1987 : Eva na tretiya etazh
- 1986 : Elegiya za edno darvo
- 1985 : Pamet
- 1985 : Tazi hubava zryala vazrast
- 1984 : Poetat i dyavolat
- 1982 : Elegia
- 1982 : Nay-tezhkiyat gryah
- 1979 : Bedniyat Luka
- 1979 : Bumerang
- 1978 : Vsichki i nikoy
- 1977 : Slanchev udar
- 1977 : Zvezdi v kosite, salzi v ochite
- 1977 : Lazhovni istorii
- 1977 : Matriarhat
- 1976 : Vinata
- 1976 : Katina
- 1975 : Wilna Zona (en)
- 1975 : Hajdúk
- 1974 : Na zhivot i smart
- 1974 : Spomen
- 1974 : Ivan Kondarev
- 1973 : Nona
- 1973 : Byalata odiseya
- 1973 : Mazhe bez rabota
- 1973 : Golyamata pobeda
- 1972 : La Corne de chèvre
- 1971 : Gola savest
- 1971 : Krayat na pesenta
- 1969 : Skorpion sreshtu Daga
- 1967 : Otklonenie (en)

## Sources
- (en) Cet article est partiellement ou en totalité issu de l’article de Wikipédia en anglais intitulé « Katja Paskalewa » (voir la liste des auteurs).
- (en) Galina Gencheva, Bulgarian Feature Films encyclopedia, Sofia, Dr Ivan Bogorov, 2008, 434 p. (ISBN 978-954-316-069-3)
- (en) Pencho Kovachev, 50 Golden Bulgarian Films, Sofia, Zahariy Stoyanov, 2008 (ISBN 978-954-09-0281-4)